# Fiat RS.14
Fiat RS.14 — морской разведчик и бомбардировщик, моноплан цельнометаллической конструкции. Разработан конструкторами фирмы CMASA под руководством Челестино Розателли и Манлио Стиавелли. Первый полёт самолёт совершил в 1938 году, принят на вооружение Regia Aeronautica в 1941 году.

## Тактико-технические характеристики
Источник данных: Marcon, T., 1998.

Технические характеристики
- Экипаж: 4 (два пилота, бортрадист, наблюдатель-бомбардир)
- Длина: 14,10 м
- Размах крыла: 19,54 м
- Высота: 5,511 м
- Площадь крыла: 50,0 м²
- Масса пустого: 5410 кг
- Нормальная взлётная масса: 8200 кг
- Максимальная взлётная масса: 8470 кг
- Объём топливных баков: 2950 л
- Силовая установка: 2 × 14-цилиндровые воздушного охлаждения Fiat A.74 RC.38
- Мощность двигателей: 2 × 858 л.с. (2 × 631 кВт (взлётная))
- Воздушный винт: трёхлопастной Fiat-Hamilton
- Диаметр винта: 3,20 м

Лётные характеристики
- Максимальная скорость:  
  - на высоте 4500 м: 382 км/ч
  - на высоте 100 м: 320 км/ч
- Скорость сваливания: 115 км/ч
- Практическая дальность: 1900 км (на низкой высоте при скорости 290 км/ч)
- Перегоночная дальность: 2500 км
- Практический потолок: 6000 м
- Абсолютный потолок: 6400 м
- Скороподъёмность:  
  - 1000 м за 1 мин 40 с
  - 3000 м за 8 мин 30 с
  - 5000 м за 17 мин 10 с
- Нагрузка на крыло: 164 кг/м² (при нормальной взлётной массе)
- Тяговооружённость: 154 Вт/кг (при нормальной взлётной массе)

Вооружение
- Стрелково-пушечное:  
  - 1 × 12,7 мм пулемёт Scotti с 350 патр. в верхнефюзеляжной точке
  - 2 × 7,7 мм пулемёта Breda-Safat с 500 патр. каждый в боковых окнах
- Бомбы:  
  - 2 × 160 кг
  - 4 × 100 кг
  - 6 × 50 или 40 кг